# شون جيمس (عارض)
شون جيمس (بالإنجليزية: Sean James)‏ هو لاعب كرة قدم أمريكية وعارض أمريكي، ولد في 15 مارس 1969 في ميريديان في الولايات المتحدة.